# 承德樓
承德樓，是一座位於中華人民共和國廣東省梅州市梅江區三角鎮的客家圍屋，於1885年奠基、1896年完工。双层土木跑马楼结构，三堂二横一围龙，八厅八井十八堂，楼上楼下共有八十三间房间，整层呈椭圆形。